# Malaciotis
Malaciotis és un gènere monotípic d'arnes de la família Crambidae descrit per Edward Meyrick el 1934. Conté només una espècie, Malaciotis thiogramma, descrita pel mateix autor el mateix any, que es troba a la província de Katanga de la República Democràtica del Congo.